# Jacques-Joseph Corbière
Jacques-Joseph Guillaume François Pierre Corbière, detto conte di Corbière (Corps-Nuds, 12 maggio 1766 – Rennes, 12 gennaio 1853), è stato un politico, avvocato e nobile francese.
Figlio di mugnaio, dopo una carriera con la rivoluzione, divenne, sotto la restaurazione, ministro senza portafoglio del secondo governo Richelieu (1820-1821), e successivamente importantissimo ministro dell'interno ultra del governo de Villèle (1821-1828).

## Esordi
Nato a Corps-Nuds (Ille-et-Vilaine) il 12 maggio 1766, figlio di un mugnaio, fu in gioventù destinato alla carriera ecclesiastica. Preferì studiare diritto: il 3 aprile 1788 discusse la tesi di laurea all'Università di Rennes e venne ammesso come avvocato al locale tribunale.

## La Grande Rivoluzione

### Giovane rivoluzionario a Rennes
I suoi inizi non furono brillanti, ma venne aiutato dalla Rivoluzione. Non si hanno notizie circa le sue attività sino al Colpo di Stato del 9 termidoro (28 luglio 1794): il giorno di svolta in cui vennero arrestati e condannati Robespierre e 103 seguaci, fra i quali il famigerato Saint-Just. I sopravvissuti montagnardi divennero netta minoranza in una Convenzione dominata dai cosiddetti termidoriani. Nella seconda metà del 1795 questa fece approvare una nuova Costituzione, che instaurava un nuovo governo, il Direttorio: Corbière divenne 'commissario del Direttorio' presso l'amministrazione municipale di Rennes.

### Deputato al Consiglio dei Cinquecento
Il 14 aprile 1797, venne eletto deputato della Ille-et-Vilaine al Consiglio dei Cinquecento, con 259 voti.

Quelle elezioni, per un terzo del Consiglio degli Anziani e dei Cinquecento, furono segnate dalla vittoria dei realisti, riorganizzatisi intorno al Club di Clichy (e la vasta rete degli Institut Philanthropique): Pichegru venne eletto presidente dei Cinquecento e Barbé-Marbois, partigiano dichiarato di Luigi XVIII, presidente degli Anziani. Seguirono lunghi mesi nei quali la maggioranza parlamentare poté imporre una decisa svolta a destra, segnata dall'abolizione delle leggi contro gli émigrés e i preti refrattari. Una stagione bruscamente conclusa dal Colpo di Stato del 18 fruttidoro (4 settembre 1797), che permise al Barras (sostenuto dal generale Napoleone Bonaparte) di allontanare di altri 17 anni la restaurazione di Luigi XVIII.
In tutto questo agitato periodo, Corbière non si fece notare. Ma non venne coinvolto nelle brutali repressioni seguite al 18 fruttidoro, dal che si desume come egli avesse assunto un profilo decisamente secondario.

### Il matrimonio con la vedova Le Chapellier
Né tale situazione mutò nei successivi, molto agitati, anni, segnati da notevolissime tensioni che divisero i partiti, reciprocamente in costante stato di guerra civile. Sinché venne il colpo di Stato del 18 brumaio (9 novembre 1799) a fare definitivamente ordine, instaurando la dittatura militare del Bonaparte.
Corbière impiegò quegli anni a rafforzare la propria posizione nella città di Rennes, della quale intendeva divenire, definitivamente, un rispettato notabile. La grande occasione venne a seguito di un incarico professionale: Corbière ottenne l'incarico, come avvocato, di amministrare la successione del Le Chapelier: questi, già erede di una grande famiglia di avvocati di Rennes, venne eletto deputato di quel baliato agli Stati Generali di Versailles, ove si distinse per una posizione particolarmente radicale, tanto da divenire il primo presidente del Club dei Giacobini e, per un breve periodo, presidente della Costituente. Dopodiché, a partire dai primi mesi del 1791, assunse una posizione viepiù moderata, tanto da passare al moderato Club dei Foglianti: una posizione che pagò cara, venendo decapitato, per ordine del comitato di salute pubblica del Robespierre, suo antico sodale, il 22 aprile 1794.
La vedova, Marie-Esther de la Marre, per nascita e per matrimonio, era erede di una rilevante posizione economica e sociale. Corbière, da parte sua, disponeva di un solido curriculum rivoluzionario: una combinazione che apparve appropriata a entrambe le parti, tanto che i due si sposarono il 30 dicembre 1799. Per sottolineare le circostanze dell'evento, le cronache sottolineano l'aspetto estetico: Marie-Esther passava per la più bella ragazza di Rennes mentre il de Corbière era, al contrario, assai brutto, sciancato, con la testa affossata nelle spalle.

### Funzionario del Primo Impero
Ad ogni buon conto, la vedova ricevette, una seconda volta, una ricca dote dal di lei fratello, Mathurin de la Marre. E il matrimonio con una delle migliori famiglie della regione migliorò in modo vistoso la posizione sociale del Corbière, che ricevette la nomina, sotto l'Impero, a presidente del Consiglio generale dell'Ille-et-Vilaine.
Di questo periodo assai poco resta alle cronache, forse anche per intervento del diretto interessato che dovette provare un qualche imbarazzo a confrontare la sua ascesa sociale da Barras a Napoleone con i sentimenti realisti dei decenni a seguire, 'scoppiati' con la caduta dell'Impero. Pur in assenza di adeguata documentazione, gli osservatori successivi si compiacquero di osservare in questo passaggio uno degli snodi delle qualità morali del futuro ministro:

## I primi anni della Restaurazione

### Deputato ultrarealista allaChambre introuvable
Il 22 agosto 1815, venne eletto deputato del collegio di Rennes, nel dipartimento dell'Ille-et-Vilaine, con 108 voti su 194 votanti e 232 iscritti. Alla Camera dei deputati prese posto a destra, di fianco al de Villèle. Nel 1816 fu scelto quale relatore della legge sull'amnistia (della quale egli aggravò il rigore rispetto all'originaria proposta governativa) poi della legge sul divorzio, e attaccò il ministero che aveva soppresso il giornale ultra di un certo Robert, con queste parole: dirigere contro gli amici del re, una forza che non dovrebbe essere impiegata che contro i nemici dello Stato, è un tradimento. Fu uno degli ultra più veementi della Chambre introuvable: votò a favore delle cours prévôtales e fu relatore del rapporto sulla proscrizione dei regicidi.

### Deputato della minoranza ultrarealista
La Chambre introuvable venne sciolta da Luigi XVIII il 5 settembre 1816. Le nuove elezioni ebbero luogo a ottobre, segnando una grave sconfitta degli ultra, che passarono da 350 a 100 deputati, mentre i liberali, detti costituzionali, salivano 30 a 250 deputati, il resto andando a indipendenti o liberali più radicali.

Le elezioni segnarono una profonda demarcazione territoriale, con i liberali trionfanti nei collegi urbani del centro e del nord e gli ultra eletti specialmente nell'Ovest e nel Midi. La Bretagna e Rennes cominciarono a qualificarsi come 'feudi elettorali' conservatori e, il 4 ottobre, Corbière fu tra i pochi deputati ultra rieletti, seppure con una maggioranza meno schiacciante (90 voti su 166 votanti e 236 iscritti).
L'Art. 37 della Carta prevedeva che i deputati saranno eletti per cinque anni, e in maniera che la Camera sia rinnovata ogni anno per un quinto. Ovviamente, essendo stata l'intera Camera rinnovata alle precedenti del 1816, si ricominciava per scaglioni. E Corbière dovette ripetere l'exploit appena un anno dopo la rielezione, alle parziali del 20 settembre 1817 (ebbe 441 voti su 882 votanti e 1 010 iscritti).

### Un breve avvicinamento alla maggioranza liberale
Occorre precisare che, il partito liberale non era all'opposizione della monarchia, anzi aveva ottenuto la maggioranza proprio grazie al sostegno di Luigi XVIII, che aveva dissolto la Chambre introuvable e imposto la riforma elettorale. Ciò rendeva particolarmente imbarazzante la situazione della maggioranza ultrarealista: per sua natura, aliena da tentazioni ribelli nei confronti della corona.

Non mancarono, tuttavia, tentativi di cooptazione dei notabili ultra: il duca di Richelieu, d'altra parte, non era ‘liberale’, ma, piuttosto, guidava un ministero 'costituzionale' 'di iniziativa regia'. Luigi XVIII, infatti, in quel 1816, desiderava sostenere una politica conforme alla 'Carta' appena ottriata, al fine di mantenere il consenso interno e ristabilire, in tal modo, il prestigio della dinastia; ottenere lo sgombero delle truppe di occupazione, al fine di permettere il risanamento finanziario.
In punta di diritto, la Carta del 1814 aveva istituito un regime rappresentativo, ma non aveva stabilito un regime parlamentare: nulla indicava che il ministero dovesse disporre della confidenza della Camera dei deputati. Luigi XVIII instaurò, tuttavia, la consuetudine di ‘accomodare’ la composizione dei ministeri alla maggioranza della Camera. E il primo governo Richelieu venne sostenuto da una maggioranza composita, formata dai liberali dottrinari (doctrinaires) del Royer-Collard e del Guizot e dai moderati di parte liberale o ultra.

In tale contesto, era perfettamente logico che il ministero tentasse di acquisire consensi anche presso la minoranza ultra, pur sconfitta alle elezioni, ma, in prospettiva, sostegno alla monarchia assai più sicuro dei liberali: ne profittò Corbière che, al principio del 1817, appena pochi mesi dopo la grande sconfitta elettorale del suo partito, venne eletto, evidentemente con il consenso del governo Richelieu, preside della facoltà di diritto di Rennes. Qui Corbière profittò di un piccolo affaire scoppiato nel 1816, a seguito della scoperta di alcune iscrizioni politiche anti-realiste: il 31 dicembre 1816 il preside di facoltà, Toullier, venne sospeso dalle funzioni e, il 12 febbraio 1817, un professore, il Legraverend, destituito. Per la sostituzione del proprio antico professore venne incaricato il Corbière, il quale ebbe il favore di evitare la procedura usuale, che prevedeva la presentazione di due candidati alla facoltà, che avrebbe scelto per elezione..
Un bel traguardo per il figlio di mugnaio, che sembrava promesso a una stentata carriera di avvocato. Seppe mostrare la propria gratitudine verso il governo alla Camera dei deputati, votando contro la censura preventiva e a favore dell'introduzione delle giurie nei processi sulla stampa.

### Di ritorno nei ranghi della minoranza ultrarealista
Corbière, tuttavia, doveva aver sviluppato una grande ambizione personale e cercò di ottenere la nomina a procuratore generale a Rennes. Non ebbe successo: nel corso dello stesso 1816 il ministero gli preferì un altro deputato, il Bourdeau e Corbière tornò a schierarsi fra gli ultra più accesi.
Ancora in carica il primo governo Richelieu, votò contro uno dei suoi provvedimenti più importanti, la legge Gouvion-Saint Cyr, approvata il 12 marzo 1818. Essa rappresentava uno snodo fondamentale (insieme al ritiro delle forze di occupazione Quadruplice Alleanza ottenuto al Congresso di Aquisgrana dell'ottobre-novembre 1818) nel processo di normalizzazione delle finanze del Regno di Francia. Proseguì, nel 1819, attaccando l'istituto del Consiglio di Stato, sebbene decisamente depotenziato rispetto alle originarie istruzioni napoleoniche.

## Leader della minoranza ultrarealista

### I governi liberali del Dessolles e del Decazes
Nel frattempo, la posizione degli ultra non cessava di indebolirsi: al successo dei candidati liberali nelle parziali del 1817, seguì una nuova vittoria alle parziali del 1818. In un simile contesto, Luigi XVIII cercò un ministero più liberale, dimettendo il duca di Richelieu, sostituito, il 29 dicembre 1818, con Jean Joseph Dessolles.
Il nuovo ministero si distinse per l'abolizione del Ministero di Polizia e per una sostanziale riduzione della censura: una politica sancita da una nuova vittoria liberale alle elezioni parziali del 1819. Tutto ciò, però, allarmò moltissimo le potenze della Quadruplice, che presero a pietra di scandalo l'elezione dell'abate Grégoire, noto liberale, già noto come pretre citoyen, uno dei padri dell'infame Costituzione civile del clero.

Il cancelliere austriaco Metternich si spinse sino a suggerire che tali eventi potessero comportare l'applicazione del protocollo segreto del Congresso di Aquisgrana. Luigi XVIII ne fu talmente terrorizzato, da indurre Dessolles alle dimissioni, sostituendolo, il 18 novembre 1819, con il moderato Decazes.
Decazes realizzò l'esclusione dell'abate dalla Camera dei deputati e mutamenti alla legge elettorale che sembrarono, insieme, insufficienti per gli ultra-realisti, da destra, e inaccettabili ai liberali, dalla sinistra.

### L'assassinio del duca di Berry
La situazione si aggravò ulteriormente, quando giunse notizia del successo della rivoluzione liberale spagnola, iniziata dal del Riego il 1º gennaio 1820, poi sopita e infine trionfante con i tumulti di Madrid del 7-10 marzo 1820. Sinché venne l'assassinio del duca di Berry, il 13 febbraio 1820.

A quel punto Carlo di Borbone, padre del duca di Berry e fratello del re, impose le dimissioni del governo, che il primo ministro accettò il 17 febbraio.
Quest'ultimo periodo liberale del regno di Luigi XVIII fu ben sfruttato dal Corbière che seppe imporsi, accanto al de Villèle, a capo dell'opposizione ultra. Particolare efficacia ebbero i suoi interventi al termine del ministero Decazes: si oppose con veemenza all'ammissione in parlamento dell'abate Grégoire, qualificandolo come rappresentante del crimine e, dopo l'assassinio del duca di Berry, appoggiò l'introduzione delle leggi eccezionali (lois d'exception). In quell'occasione formulò il proprio programma politico nei seguenti termini: Il mezzo per avere dei buoni deputati, è un ministero monarchico con dei giornalisti censurati.
Con questi atti Corbière poté partecipare dell'affermazione del de Villèle (che restava sempre un passo sopra):

### Il secondo governo Richelieu
Al sovrano, dopo aver sostenuto due governi liberali entrambi licenziati sotto pressione reazionaria (il primo a causa delle potenze alleate, il secondo direttamente della casa reale), non restava che aprire a destra, allargando il governo agli ultra-realisti: non attribuì, però, direttamente l'incarico a un leader di detta fazione, ma gli preferì un uomo di sicura fede: il duca di Richelieu, che tornò in carica il 21 febbraio 1820. 

La stabilità del nuovo governo, tuttavia, non sarebbe stata assicurata, sinché la Camera dei deputati fosse stata controllata dalla maggioranza liberale. Luigi XVIII chiese, quindi, al Richelieu di ottenere una nuova maggioranza. Profittando dell'assai debole reazione delle Camere, condizionate com'era dalla generale indignazione seguita all'assassinio del Berry e dalla coscienza che la Francia era ancora una nazione a sovranità limitata.
Il ministero cominciò imponendo, già a marzo 1820, alla Camera l'approvazione delle leggi eccezionali che ristabilivano la censura preventiva, aumentando i poteri di polizia e riducendo le libertà personali: essi consentirono di procedere contro i giornali radicali e liberali, molti dei quali vennero costretti al silenzio. L'atto successivo venne il 2 giugno 1820, con l'approvazione della legge del doppio voto, un provvedimento passato alla storia: l'insieme del corpo elettorale (circa 96 000 uomini, con un censo annuale pari a 300 franchi) votava per un parco di 258 deputati (il 60%), dopodiché il quarto più ricco votava una seconda volta, per 172 deputati supplementari (il 40%). Esso produsse un trionfo degli ultra alle elezioni del novembre 1820 della Camera dei Deputati.

### Ministro senza portafoglio
Anche in quest'occasione, Luigi XVIII non venne meno alla consuetudine di accomodare la composizione dei ministeri alla maggioranza della Camera e nominò, il successivo 21 dicembre 1820 Corbière e de Villèle ministri di Stato senza portafoglio (nei termini dell'epoca avec entrée au Conseil).
Il loro ingresso al ministero avvenne a viva forza, dopo che ne era stato sin lì respinto dall'ostilità del Richelieu. Le trattative vennero condotte dallo Chateaubriand, promettendo ai due ultra l'occasione di mostrare la propria moderazione (chiunque sia stato una volta ministro, non importa a quale titolo, lo ridiviene); al primo ministro l'appoggio della destra alla Camera immensa e incrollabile.

### Presidente del Consiglio Reale dell'Istruzione Pubblica
Non solo: Corbière ottenne, lo stesso giorno, la carica di presidente del Consiglio Reale dell'Istruzione Pubblica. Il Consiglio derivava dalla trasformazione, con decreto del 1º novembre 1820, dalla precedente Commissione della pubblica istruzione con l'aggiunta di parte delle prerogative già attribuite al Gran maestro dell'Università: così definita, la carica corrispondeva a un moderno ministro della pubblica istruzione e dell'università. Nel far ciò egli prese il posto del Lainé, un magistrato con fama di liberale, che venne ricompensato con il posto di terzo ministro di Stato senza portafoglio, accanto ai due capi ultra.
Bastarono poche settimane perché cominciasse l'inserimento nei ruoli dell'insegnamento pubblico di un certo numero di religiosi e giungesse l'ordinanza del 27 febbraio 1821. Lo scarto rispetto alla tradizione impersonata dal Lainé era rappresentato: (i) dall'aggiunta, accanto alle istituzioni, della religione fra i fondamenti dell'educazione nazionale, (ii) dalla parificazione degli istituti privati con gli istituti pubblici, (iii) dal potere di sorveglianza dei vescovi esteso alle università e scuole di Stato, ancorché limitato a quel che concerne la religione.

Corbière intendeva, insomma, raggiungere uno degli obiettivi fondamentali del partito ultra: mettere in discussione la laicità della scuola, una delle principali conquiste della Grande Rivoluzione, cui i liberali dottrinari, pur monarchici e ben ostili alla tradizione giacobina, non intendevano affatto rinunciare.
Seguì la riproposizione del progetto di concordato già bocciato nel 1816, le cui disposizioni vennero, in parte, accolte con una legge approvata il 4 luglio, a integrazione del concordato del 1801, che restò, formalmente, in vigore.
Insomma, il ministero, forte della nuova maggioranza parlamentare, diede impulso a un programma legislativo che si poteva dire, ormai, pienamente reazionario e sembrava tenere la situazione sotto controllo, tanto che passò sostanzialmente senza effetto perfino la notizia della morte di Napoleone, avvenuta il 5 maggio a Sant'Elena, ma giunta a Parigi solo il 5 luglio.

### Anticipate dimissioni dal Consiglio
Giunsero, però, le elezioni parziali dell'autunno, che segnarono una nuova vittoria ultra, nella quale si faceva spazio la 'fazione degli impazienti', impazienti di andare al potere: Chateaubriand ricordava come, in quei mesi, un ministero Villèle fosse visto, ormai, come una fatalità. L'interessato animato da un'«ambizione … impaziente, cominciava a stancarsi» e, inoltre, aveva da fare in fretta, poiché l'ingresso suo e del Corbière al governo aveva «eccitato la gelosia dell'estrema destra, essa non marciava più sotto le bandiere del Villèle».
Le reali intenzioni dei due ministri ultra si chiarirono presto, con le dimissioni, il 27 luglio 1821, del Corbière dal Consiglio Reale dell'Istruzione Pubblica (ma non dal governo, del quale restò ministro, insieme al de Villèle): poté così dedicarsi sulla preparazione delle elezioni parziali del 1821 in Bretagna. 

Richelieu tentò un estremo accomodamento con l'estrema destra, cercando di sfruttare le tensioni insorte fra quella parte e i due ministri ormai semi-dimissionari. Ma non ebbe successo e, il 14 dicembre, il ministero dovette ritirarsi.

## Il governo de Villèle

### Esponente di punta del primo governo ultrarealista
Questa volta, Luigi XVIII attribuì direttamente l'incarico al conte de Villèle: in quanto guida della maggioranza alla Camera e per i molti amici a corte: da Rochefoucauld a Madame du Cayla, l'amante del re.

D'altra parte la situazione appariva molto cambiata rispetto all'epoca della crisi-Grégoire: la casa dei Borbone appariva assai rafforzata, la morte di Napoleone toglieva molti alibi all'ingerenza delle potenze straniere. Le conseguenze nefaste della politica ultra di là da venire, ma se essa aveva portato tanti vantaggi, non v'era più motivo perché Luigi XVIII non procedesse a una decisa svolta a destra.
I ministri del nuovo Governo de Villèle ebbero l'incarico il 14 dicembre 1821: vennero sostituiti quasi tutti i ministri del governo Richelieu II e Decazes, agli esteri andò (dal 1822) lo Chateaubriand (un fior di realista), al Corbière andò il portafoglio degli Interni, e venne fatto conte dal re.
Alla Camera i ministri sedevano «in abiti ricamati, con larghi nastri e brillanti cappelli di piume»: un'attitudine in linea con i coloriti costumi da cerimonia della rivoluzione e dell'Impero.

### Interventi sulla pubblica educazione
Da ministro degli interni, si occupò spesso di pubblica educazione: un classico obiettivo ultra era restituire alla Chiesa cattolica un ruolo privilegiato a tutti i livelli scolastici. In questo quadro combatté l'insegnamento mutualistico (enseignement mutuel), detto così in quanto auto-organizzato e, quindi, estraneo ai circuiti educativi ufficiali, statali o ecclesiastici. Il suo antico professore all'Università di Rennes, Toullier, a cose fatte ricordava: «I talenti di Monsieur de Corbière si era sviluppati alla tribuna nazionale … egli aveva energicamente manifestato … di parola e per iscritto … delle opinioni contrarie all'università … si attendeva un attacco energico contro l'università».
Uno dei provvedimenti più noti fu la chiusura, il 6 settembre 1822, della École normale supérieure, una delle grandes écoles magnifico lascito del Primo Impero: ordinata dal Corbière su consiglio del Presidente del Consiglio Reale dell'Istruzione Pubblica e Gran Maestro dell'Università, il vescovo e ministro Frayssinous, che vi riconosceva le opinioni decisamente liberali, quando non radicali, largamente diffuse dal corpo insegnante. Lo stesso provvedimento venne esteso ad alcune facoltà universitarie, segnate da un corpo docente primariamente liberale. 

Seguì, nel 1823, la decisione di dimettere il vecchio duca de La Rochefoucauld-Liancourt, allora settantaseienne, dalla carica (gratuita) di ispettore generale delle scuole professionali (in Francia dette écoles d'Arts et Métiers): considerato che il duca era un antico emigrée, assai vicino alla corte, la mossa del Corbière testimonia di un eccesso di zelo repressivo, di una certa pochezza di vedute.
La generale pratica interventista (così tipica dell'efficiente ma pervasiva burocrazia francese) è ben testimoniata ad esempio dall'intensa corrispondenza con il Guérin, direttore dell'Académie de France à Rome. Ovvero, da un'istruttiva vicenda accaduta nel gennaio 1824: alla Académie des Sciences si doveva eleggere un docente alla Sezione di Meccanica, già al defunto Bréguet. Corbière sosteneva attivamente il matematico Binet, notoriamente cattolico fervente. Il 26 gennaio la facoltà elesse il Navier. Corbière attribuì lo smacco al Legendre e, nel settembre 1824, ottenne da Luigi XVIII un decreto che tagliò la pensione del Legendre. La vicenda ebbe l'attenzione del principale quotidiano liberale dell'epoca, Le Constitutionnel.
La politica repressiva del Corbière venne perseguita sino al 1826, quando si assistette a un generale tentativo di riappacificazione: con decreto del 9 marzo 1826 venne riaperta la École normale supérieure, ribattezzata Ecole Préparatoire, nel successivo agosto venne creato un Ministero degli Affari Ecclesiastici e dell'Istruzione Pubblica, il cui titolo era decisamente programmatico, seguì l'Ordinanza Reale del 1826, che consacrò il ruolo delle écoles d'Arts et Métiers, fissandone un programma decisamente all'altezza dei tempi. Le preoccupazioni poliziesche del Corbière erano state superate a favore dei vantaggi offerti da una scuola che sarebbe stata alla base dell'industrializzazione del Regno.

### Interventi sull'economia nazionale
Le competenze del Ministero dell'Interno (pur sovrapponendosi con quelle del ministero delle finanze) si estendevano a quello che oggi chiameremmo Economia Nazionale, inclusa industria, agricoltura e simili. 

Fra le evidenze conservate, vale la pena di ricordare due notevoli opere pubbliche:
- il 22 aprile 1826 diede la propria approvazione alla costruzione di un ponte a Besançon sul canale Rodano-Reno, terminato nel 1830;
- il 22 gennaio 1824 il ponte sospeso sul Rodano, fra Tain e Tournon, inaugurato nel 1825, e composto da due arcate di 85 metri ciascuna: pare il primo ponte sospeso dell'Europa continentale. Interessante anche il finanziamento dell'opera: un project financing a fronte della concessione ai costruttori di un diritto di pedaggio per 99 anni.

Nel 1824 gli venne indirizzato un importante "Rapporto sui prodotti dell'industria francese", che seguiva un'esposizione generale dei prodotti dell'industria francese, del 1823 (la precedente era stata del 1819): a sigillo di un periodo che Adolphe Blanqui giudicava «di grande attività nell'industria francese».
Al confine fra educazione ed economia stava la questione delle sovvenzioni alla cultura: si ricorda, in particolare, la questione delle sovvenzioni alla Comédie-Française. Napoleone vi dedicava 400 000 franchi annui; Corbière, al contrario, si rifiutò con una famosa espressione:
Un atteggiamento decisamente eretico nella tradizione dello stato francese. Oggi potrebbe essere definito 'ultra-liberale', ma nelle circostanze date esso rivela una grave insensibilità a una moderna politica culturale. Certamente fu uno degli elementi che segnarono la condanna, contemporanea e postuma, della tradizione ultrarealista e, segnatamente, del Corbière.

### Interventi sulla stampa
Corbière, lui stesso collaboratore di molti giornali ultra, si distinse per un atteggiamento repressivo nei confronti della stampa di opposizione. 

L'evento più noto accadde in occasione della chiusura del foglio l'Album, nel 1823: uno dei maggiori redattori, tale Joseph-Dominique Magalon, arrestato. Un evento tutto sommato normale in un Paese con una legislazione di censura e intimidazione della stampa. La gendarmeria, tuttavia, non si contentò e volle umiliare il giornalista: gli venne offerta una carretta riempita di paglia, del genere che si riservava ai condannati alla ghigliottina, scortata da due gendarmi a cavallo, sciabola sguainata. Magalon, tuttavia, ebbe la prontezza d'animo di procedere a piedi, incatenato: trasformando, così, il proprio calvario in una scena altamente scenografica, che si fissò, per molti anni, nella mitologia degli oppositori al governo de Villèle e, più in generale, del restaurato regno borbonico.
Non si hanno elementi per giudicare se l'infame trattamento fosse stato da lui ordinato; certamente non il calvario in catene. Tuttavia a lui va fatta risalire direttamente (considerata la pervasività della burocrazia ministeriale francese) l'autorizzazione (se non la decisione) della chiusura del periodico e dell'arresto. Così come il ricorso alla carretta già della ghigliottina: un 'trapasso' che somiglia molto alle attitudini politiche del ministro, fra i capi del partito ultrarealista. 

Magalon venne liberato alcuni mesi più tardi, ma l'affaire non esaurì la propria notorietà, sino a costituire un altro degli elementi che contribuì alla sua damnatio memoriae del Corbière.

### Interventi sulla politica interna
La politica del governo ebbe una svolta con la morte, il 16 settembre 1824, di Luigi XVIII, cui succedette il fratello Carlo X, padre dell'assassinato duca di Berry. Questi, pur restando fedele alla lettera della Carta del 1814, era aperto sostenitore della politica ultra e, già con l'inizio della malattia del fratello, nell'agosto, aveva dato inizio a serrati colloqui programmatici con Corbière e de Villèle. Un'alleanza rafforzata dalla schiacciante vittoria degli ultra alle elezioni parziali del 1824, tanto che l'orientamento della Camera dei deputati contrastava ormai, e curiosamente, con un orientamento più liberale della Camera dei Pari.
Corbière poté, finalmente, procedere a numerose epurazioni nel personale e riprese la propria guerra ad oltranza alla libertà di stampa, tentando, a più riprese, di ristabilire la censura. La novità, questa volta, fu che volse le proprie attenzioni anche nei confronti della stampa realista: nel 1824 immaginò di acquistare tutti i giornali ultra, che infastidivano il ministero e che era, tuttavia, imbarazzante perseguitare. Per lo scopo poté raccogliere, forse, due milioni di franchi, attingendo oltre che ai fondi segreti del ministero, anche alla dotazione di Carlo X (la cosiddetta ‘lista civile'). Sosthène de La Rochefoucauld, che era l'incaricato di queste negoziazioni, acquisì il Blanc, la Gazette de France, il Journal de Paris e altri fogli che pensavano che i loro interessi valessero più delle loro opinioni. Ma non fu possibile trattare con la Quotidienne: Michaud, che possedeva i 4/12 delle quote, resistette; gli si fece un processo che questi, in appello, vinse.
Questa stagione fu segnata da due provvedimenti che fecero scandalo fra i liberali: la legge sul sacrilegio, del gennaio 1825 e la legge del miliardo agli emigrati del successivo aprile. Entrambe non rientravano nell'ambito delle competenze del dicastero del Corbière, ma egli non vi fu affatto contrario.

### Una politica combattiva e vendicativa
D'altronde, che Corbière avesse assunto un'attitudine di destra assai radicale lo dimostra il caso Bourdeau, suo concorrente alla procura generale di Rennes, nel 1817. Nel 1824 poté finalmente consumare la propria vendetta: Bourdeau, credendo imminente la caduta del ministero de Villèle, gli aveva votato contro: al che Corbière ottenne il consenso del ministro della giustizia Peyronnet a destituirlo dalla carica di procuratore generale di Rennes. 

Questa caratteristica, d'altronde, divenne uno dei tòpos delle critiche liberali nei suoi confronti:

### Le successive rielezioni nel collegio di Rennes
Nel corso del suo incarico ministeriale venne rieletto altre due volte, sempre nel distretto della città natale, Rennes, allora 2º distretto elettorale della Ille-et-Vilaine: il 9 maggio 1822, con 282 voti su 471 votanti e 510 iscritti, il 25 febbraio 1824 con 301 voti su 468 votanti e 520 iscritti. Entrambe le volte aveva sconfitto l'avvocato Legraverand. Il suo avversario, già deputato liberale della Ille-et-Vilaine, eletto il 20 settembre 1817, era un professore alla facoltà di diritto di Rennes, avvocato generale presso il tribunale di Rennes: egli non riuscì mai a tornare in parlamento anche se, dopo la Rivoluzione di luglio, venne premiato con la carica di presidente della Camera Reale di Rennes (il tribunale) e deputato divenne il figlio.

## La prova di forza del 1827

### La legge sulla polizia della stampa
Nel 1827 il ministero diede avvio a un generale inasprimento della repressione politica: prima la proposta della legge detta "sulla polizia della stampa", che imponeva nuove restrizioni alla libertà di stampa, ribattezzata dalla maggioranza "legge della giustizia e dell'amore". Essa fu ritirata, nell'aprile 1827, di fronte all'opposizione della Camera dei Pari.
Chateaubriand, che sedeva alla Camera dei pari ed ebbe un importante ruolo in quella decisione, attribuì il rigetto alla crescente opposizione al ministero, estesa non solo a liberali e radicali, bensì anche alla maggioranza monarchica. Sintetizzò il concetto richiamando un detto del pubblicista realista Michaud: «la monarchia è come la sfortunata Gerusalemme nelle mani dei Turchi».. 

I ‘Turchi’, ossia principalmente de Villèle, Corbière e il ministro della giustizia Peyronnet, reagirono malamente: sempre Chateaubriand ricordava l'insolita irascibilità del primo e il «tono dispotico» cui era stato ridotto lo «spirito maligno» del Corbière

### Lo scioglimento della Guardia Nazionale
Più o meno negli stessi giorni, nello stesso aprile 1827, Carlo X stabilì di passare in rassegna la guardia nazionale al Campo di Marte: venne bene accolto, al contrario della duchessa di Berry, la Delfina e il de Villèle. Chateaubriand sostiene che fu quest'ultimo a suggerire a Carlo X di licenziare la guardia nazionale, con ordinanza firmata dal Corbière.
Si trattava di un provvedimento apparentemente di poco effetto pratico, ma grandemente simbolico, dal momento essa rappresentava una delle ultime vestigia della Grande Rivoluzione.
Esso contribuì, tuttavia, a radicalizzare ulteriormente il clima politico: un'evoluzione della quale de Villèle e Corbière debbono, evidentemente, essere reputati fra i maggiori responsabili.

Tanto che fu proprio a quel punto che i due commisero il loro più grande errore politico: indurre il sovrano prima a nominare nuovi Pari di tendenza ministeriale, per riequilibrare i rapporti di forza. Poi a dissolvere la Camera dei deputati, ove pure essi godevano di una confortevole maggioranza (detta dei Trecento) che restava loro fedele. La dissoluzione fu preceduta da un'ordinanza reale, firmata il 24 giugno 1827, che ristabiliva la censura.

Pochi giorni prima il sovrano aveva manifestato al Corbière il proprio favore nominandolo, il 3 giugno 1827, Cavaliere di Santo Spirito, insieme al Peyronnet, al Clermont-Tonnerre, al Rochefoucauld e a sette altri. In epoca imprecisata, Carlo X gli regalò anche un salotto, opera del pregevole artigiano Jean-Jacques Werner (1791-1849).

### La Convenzione di Londra
In vista delle elezioni, un'ulteriore, spesso trascurata, mossa del ministero fu la sottoscrizione, il 6 luglio, della Convenzione di Londra, fra Francia, Regno Unito e Impero russo, intesa a imporre alla Sublime Porta, il cui generale Ibrāhīm Pascià aveva riconquistato e messo a ferro e fuoco l'intera Morea, il rispetto dell'autonomia della Grecia. Alla Convenzione seguì l'invio di una nutrita squadra navale.

De Villèle si era gettato nell'avventura, vuoi per la sincera convinzione di Carlo X (il quale considerava suo dovere di sovrano cristiano soccorrere i Greci ridotti, letteralmente, in schiavitù), vuoi per rinverdire la propria declinante popolarità replicando i fasti della spedizione di Spagna del 1823. Si trattava, d'altra parte, di un intervento bipartisan, in quanto sostenuto anche dai liberali più radicali, che vedevano nella guerra d'indipendenza greca l'affermazione del principio di nazionalità, di ascendenza rivoluzionaria e napoleonica

### La sconfitta elettorale del novembre 1827
Tutto ciò che non servì, tuttavia, a impedire la sconfitta elettorale, alle elezioni celebrate nel novembre 1827: Corbière venne rieletto il 17 novembre con 220 voti su 435 votanti e 478 iscritti, ma la maggioranza della Camera dei deputati passò ai liberali, favoriti dalla generale opposizione al ministero che aveva permesso alle opposizioni di convergere su candidati comuni. Significativo il confronto fra il ministro della giustizia Peyronnet, sconfitto in entrambi i collegi nei quali si era presentato e Royer-Collard, la storica guida dei deputati liberali, eletto in ben sette collegi.

### Una piccola rivolta a Parigi
L'esito elettorale venne accolto nella capitale, ove si erano affermati i candidati addirittura radicali, nel modo tradizionale: con una piccola rivolta, cui la truppa dovette rispondere sparando
Proprio all'indomani della sconfitta elettorale, giunse a Parigi la notizia della grande vittoria anglo-franco-russa alla battaglia di Navarino, il 20 ottobre 1827, che aveva permesso di distruggere l'intera flotta turca. Ma, nell'occasione, l'inattesa notizia giunse troppo tardi.

### Le dimissioni del Corbière
La nuova Camera dei deputati manifestò il proprio rifiuto a collaborare con il governo de Villèle (refus de concours). de Villèle reagì dimettendo lo stesso Corbière. Lasciò, il 31 ottobre 1827, sostituito, ad interim, direttamente dal Villèle: questi stava, infatti, tentando un compromesso con due capi della maggioranza liberale, Laffitte e Casimir Périer, senza successo.
Circa le ragioni di tali dimissioni, certamente Corbière era, di tutti i ministri, quello maggiormente espostosi nell'ultimo anno, dalla legge sulla polizia della stampa al decreto di scioglimento della guardia nazionale. Dovette insorgere, tuttavia, anche una differenza tattica (che alcuni contemporanei, come spesso accade, interpretarono in senso caratteriale). Riferisce, a cose fatte, una fonte orlèanista:
È interessante osservare il manifesto tentativo di separare le responsabilità dei due uomini, caricando la gran parte della responsabilità della crisi del 1827, sul ministro degli interni, senza offrirgli alcun alibi. Cristallizzandone l'immagine (probabilmente giustificata) di più pura espressione del governo reazionario in Francia. Un'impressione che, non per nulla, gli osservatori di parte realista tendevano a fugare: un testimone di eccezione come lo Chateaubriand ricordava come «tutto si passava fra Corbière e de Villèle». e, d'altronde, attribuiva il proprio licenziamento dal ministero degli esteri (nel 1823) alla circostanza che il secondo «mi preferisse il Corbière»
Ad ogni buon conto, dopo la sconfitta elettorale tale comunione senz'altro si ruppe, consentendo alla medesima fonte orlèanista di infierire ulteriormente sul Corbière:

### La caduta finale del governo de Villèle
Quale che fosse il reale stato dei rapporti fra i capi del partito ultra, di lì a pochi mesi l'unica incompatibilità a divenire palese fu quella fra il ministero de Villèle e la nuova maggioranza parlamentare.
Per l'ultima volta Carlo X decise di seguire il saggio esempio del predecessore Luigi XVIII e accomodò il governo alla mutata maggioranza parlamentare: il 4 gennaio 1828, dopo 6 anni e 21 giorni, al Villèle succedette il governo del visconte di Martignac. Quel giorno Corbière venne insignito del titolo onorifico di Ministro di Stato e membro del Consiglio Privato.

## Pari di Francia negli ultimi due anni della Restaurazione
Sotto i successivi governi Martignac e Polignac, Corbière sparì dalla scena, come il suo sodale, il Villèle. 

Tale atteggiamento corrispondeva a una maturata ostilità nei confronti del sovrano, che li aveva sostituiti con il visconte di Martignac e che ora preferiva loro il Polignac, che essi ritenevano, non a torto, non all'altezza della situazione. L'atteggiamento di Carlo X, tuttavia, aveva a che fare con la totale identificazione della loro persona con la peggiore reazione poliziesca e ultra-realista, operata dai liberali, i quali avevano fatto del Corbière, decisamente (e non del tutto a torto), la loro bestia nera. Curiosamente, la sua totale identificazione con il ministero di polizia, non venne meno con la sua caduta, come testimonia una petizione del 9 settembre 1829 che lo identifica come Ministro dell'Interno.
Nelle turbolenti settimane della crisi del ministero Polignac, il 4 giugno 1830 Corbière venne creato Pari di Francia, con seggio e voto alla Camera alta.

## Esito
Un privilegio che durò appena i due mesi che mancavano alla Rivoluzione di Luglio: I Pari, e tutti i deputati, vennero richiesti di giurare fedeltà al nuovo sovrano, l'usurpatore Luigi Filippo. Corbière volle rifiutare e abbandonò la Camera dei pari.
Si ritirò inseguito dall'odio del partito liberale nelle sue terre di Amanlis, vicino a Rennes. Negli anni successivi fu totalmente estraneo alla politica. Unica eccezione fu un'approfondita critica alle Memorie d'oltretomba, che lo Chateaubriand pubblicò, postume, a partire dal 1848. Restò, comunque, in contatto, con gli ambienti realisti, come testimonia una sua lettera del 27 maggio 1851 al duca d'Almanza, allora fra i capi dei circoli legittimisti a Parigi.
Morì in età avanzata, il 12 gennaio 1853, a Rennes, circondato da vecchie edizioni di classici che collezionava con passione. Fu insigne membro della Società dei bibliofili francesi: di lui si diceva che «dimenticava il portafoglio per il piacere di bouquiner» (acquistare libri antichi).
La biblioteca servì a continuare gli studi giuridici, ma essa rivela un aspetto della sua personalità apparentemente nascosta.
Dopo la sua morte essa venne ceduta a una libreria di Parigi, che ne pubblicò un catalogo completo, per la vendita, nel 1869, e riuscì a rivenderla a un privato, il cui figlio la cedette al British Museum. Ne faceva parte, ad esempio, un manoscritto del XIV secolo con titolo quali Joseph d'Arimathie en prose, Robert de Boron, Merlin en prose, Suite du Roman de Merlin. Ovvero Oeuvres de Jean Racine, de l'Académie française. Nouvelle édition, plus correcte et plus ample que toutes les précédentes, del 1779. Nel sunto al catalogo, tuttora esistente, si citavano un "Cicerone" stampato nel 1466, poeti antichi, opere classiche greche, latine e francesi, grandi collezioni storiche e letterarie.